# 170900 Jendrassik
A 170900 Jendrassik (ideiglenes jelöléssel (170900) 2004 VY69) a Naprendszer kisbolygóövében található aszteroida. Piszkéstetőn fedezték fel 2004. november 11-én.